# 布雷敘爾
布雷叙尔（法語：Bressuire，法語發音：[bʁɛsɥiʁ]），法国西部城市，新阿基坦大区德塞夫勒省的一个市镇，同时也是该省的一个副省会，下辖布雷叙尔区，其市镇面积为180.59平方公里，是德塞夫勒省面积最大的市镇；2022年1月1日时人口数量为19,860人，是该省人口第二多的市镇，在所有法国城市中排名第481位。
布雷叙尔位于德塞夫勒省西北部，历史上为一处领主庄园，现代则为一个区域性的中心城市和交通枢纽。

## 地名来源

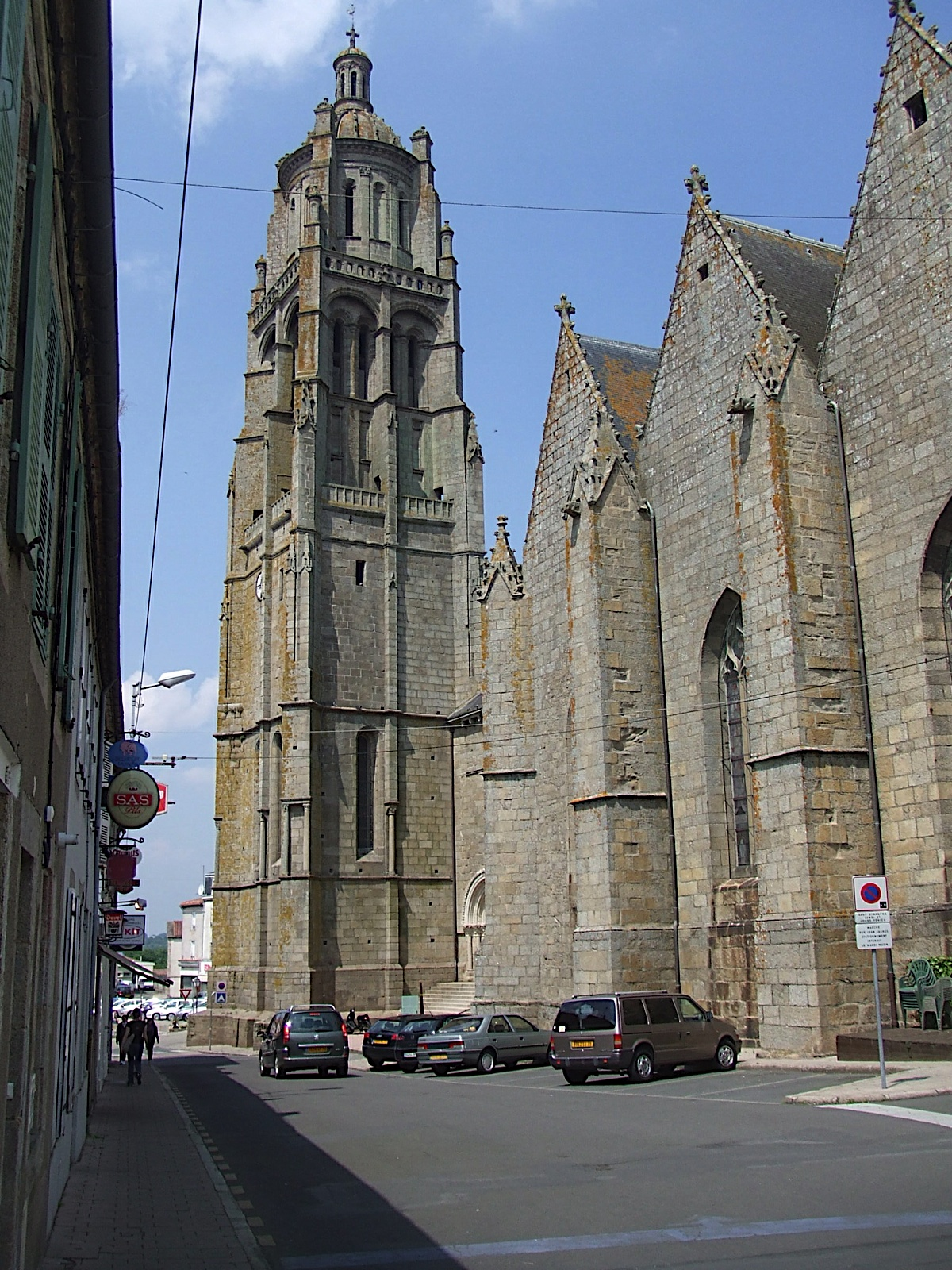
布雷叙尔圣母教堂的塔楼

“布雷叙尔”一名来源于其中世纪时的拉丁语名称，这一名称包含的变体，意为“桥”；以及，可能是多洛河的旧名。

## 历史
布雷叙尔的早期建成历史不详，中世纪时长期为一个封建领主庄园所在地，属于普瓦图地区，公元九世纪时成为图阿尔家族的一块土地，并于1029年首次在文献中被提及。12世纪后，布雷叙尔逐渐发展成为一个商业集市，出现了磨坊、皮革等加工厂。英法百年战争对布雷叙尔的城市及经济造成了严重的破坏，当地人口数量持续减少，至18世纪末仅剩三千居民。法国大革命结束后，布雷叙尔成为德塞夫勒省的一部分。旺代战争期间，布雷叙尔成为保皇派的重要根据地之一。工业革命时期，多条铁路在此交汇，布雷叙尔得以再次发展，并出现了多个工业部门，其中制瓷业是当地的支柱性产业。20世纪后，布雷叙尔附近地区人口大量外流。1964年，布雷叙尔与相邻的圣波谢尔合并。1973年，博略苏布雷叙尔、布勒伊绍塞、尚布鲁泰、克拉宰、努瓦尔略、努瓦尔泰尔、圣索沃尔、泰尔沃和布瓦梅共九个市镇以关联合并的形式并入布雷叙尔，1983年，布瓦梅重新独立设为市镇。2013年3月28日，八个关联市镇转变为委派市镇。

## 地理

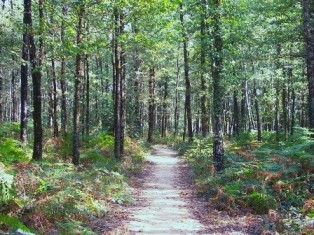
布雷叙尔附近的一处森林

布雷叙尔位于法国西部，新阿基坦大区北部和德塞夫勒省西北部，距离省会尼奥尔大约65公里。与布雷叙尔接壤的市镇包括：阿让托奈、布瓦梅、尚特盧、希謝、锡里耶尔、库隆日图阿尔赛、库尔莱、费拉贝斯、塞夫尔河畔拉福雷、热村、吕谢图阿尔赛、圣欧班迪普兰、武尔芒坦。

### 地形
布雷叙尔位于普瓦图丘陵西北部边缘，其附近区域被称为“布雷叙尔博卡日”，其中“博卡日”是法国农村常见的一种景观，表现为农田被树篱、渠沟等切割成了小块。布雷叙尔地区以浅丘为主，市区相对平坦，部分街道有较为明显的起伏，全境海拔在98到236米之间。

### 水文
多洛河自南向北流经境内，平均宽度不超过10米，该河属于卢瓦尔河流域，后者为法国面积最大的本土流域。

### 植被
布雷叙尔属于温带落叶林区，市区内的主要绿地分布于多洛河两侧的绿带公园（La Coulée Verte）内，常年免费向公众开放。

### 气候
布雷叙尔在柯本气候分类法中属于温带海洋性气候。
布雷叙尔境内设有气象站，以下为该气象站的数据（其中日照数据取自尼奥尔）：
| 布雷叙尔1981年－2019年 | 布雷叙尔1981年－2019年 | 布雷叙尔1981年－2019年 | 布雷叙尔1981年－2019年 | 布雷叙尔1981年－2019年 | 布雷叙尔1981年－2019年 | 布雷叙尔1981年－2019年 | 布雷叙尔1981年－2019年 | 布雷叙尔1981年－2019年 | 布雷叙尔1981年－2019年 | 布雷叙尔1981年－2019年 | 布雷叙尔1981年－2019年 | 布雷叙尔1981年－2019年 | 布雷叙尔1981年－2019年 |
| 月份                   | 1月                    | 2月                    | 3月                    | 4月                    | 5月                    | 6月                    | 7月                    | 8月                    | 9月                    | 10月                   | 11月                   | 12月                   | 全年                   |
| ---------------------- | ---------------------- | ---------------------- | ---------------------- | ---------------------- | ---------------------- | ---------------------- | ---------------------- | ---------------------- | ---------------------- | ---------------------- | ---------------------- | ---------------------- | ---------------------- |
| 历史最高温 °C（°F）    | 16.5 (61.7)            | 20.6 (69.1)            | 22.9 (73.2)            | 27.8 (82.0)            | 32.1 (89.8)            | 36.7 (98.1)            | 38.1 (100.6)           | 39.9 (103.8)           | 32.7 (90.9)            | 30.4 (86.7)            | 21.5 (70.7)            | 17.7 (63.9)            | 39.9 (103.8)           |
| 平均高温 °C（°F）      | 7.8 (46.0)             | 9.2 (48.6)             | 12.4 (54.3)            | 15.1 (59.2)            | 19.3 (66.7)            | 23.7 (74.7)            | 25.6 (78.1)            | 26 (79)                | 21.7 (71.1)            | 16.7 (62.1)            | 11.1 (52.0)            | 7.8 (46.0)             | 16.4 (61.5)            |
| 日均气温 °C（°F）      | 5.1 (41.2)             | 5.7 (42.3)             | 8.1 (46.6)             | 10.2 (50.4)            | 14.1 (57.4)            | 17.8 (64.0)            | 19.5 (67.1)            | 19.8 (67.6)            | 16.1 (61.0)            | 12.7 (54.9)            | 8 (46)                 | 5.1 (41.2)             | 11.9 (53.4)            |
| 平均低温 °C（°F）      | 2.3 (36.1)             | 2.2 (36.0)             | 3.8 (38.8)             | 5.3 (41.5)             | 8.9 (48.0)             | 11.8 (53.2)            | 13.4 (56.1)            | 13.6 (56.5)            | 10.6 (51.1)            | 8.8 (47.8)             | 4.8 (40.6)             | 2.4 (36.3)             | 7.3 (45.1)             |
| 历史最低温 °C（°F）    | −12.1 (10.2)           | −11.2 (11.8)           | −11.7 (10.9)           | −3.9 (25.0)            | −0.7 (30.7)            | 3.2 (37.8)             | 5.9 (42.6)             | 5.4 (41.7)             | 2.5 (36.5)             | −3.1 (26.4)            | −7.4 (18.7)            | −10.6 (12.9)           | −12.1 (10.2)           |
| 平均降水量 mm（）      | 96.4 (3.80)            | 65.6 (2.58)            | 62.1 (2.44)            | 66.1 (2.60)            | 63.2 (2.49)            | 40.9 (1.61)            | 54.6 (2.15)            | 51.8 (2.04)            | 62.5 (2.46)            | 102.6 (4.04)           | 95.3 (3.75)            | 99.7 (3.93)            | 860.8 (33.89)          |
| 月均日照時數           | 78                     | 106                    | 157.7                  | 180.1                  | 215                    | 243.2                  | 251                    | 247.5                  | 203.2                  | 133                    | 90.2                   | 75.4                   | 1,980.3                |
| 来源：infoclimat.fr    |                        |                        |                        |                        |                        |                        |                        |                        |                        |                        |                        |                        |                        |

## 行政区划

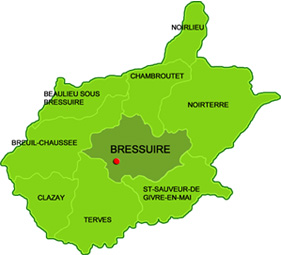
今布雷叙尔地图，中间为1973年市镇合并之前的原布雷叙尔（含1964年并入的圣波谢尔），周围为八个委派市镇

布雷叙尔是法国新阿基坦大区德塞夫勒省的一个市镇，编号为79049，它也是德塞夫勒省的一个副省会。布雷叙尔下辖布雷叙尔区，管理布雷叙尔第一县、第二县和第三县，同时也是布雷叙尔城市圈公共社区的办公驻地。
布雷叙尔下辖博略苏布雷叙尔、布勒伊绍塞、尚布鲁泰、克拉宰、努瓦尔略、努瓦尔泰尔、圣索沃尔、泰尔沃八个委派市镇，这些市镇于1973年以关联合并的形式并入布雷叙尔，于2013年转变为委派市镇。
法国国家统计与经济研究所（简称）在进行数据统计时，将布雷叙尔单独设为布雷叙尔城市区。
同时，还将布雷叙尔市镇分为了13个“块区”（IRIS），以便于统计人口分布情况。

## 交通

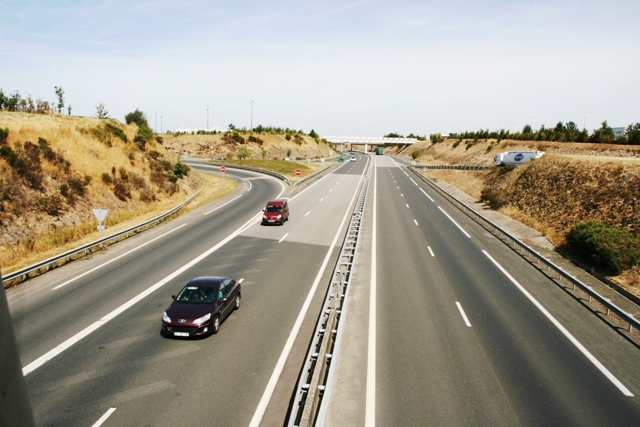
国道N249线布雷叙尔段

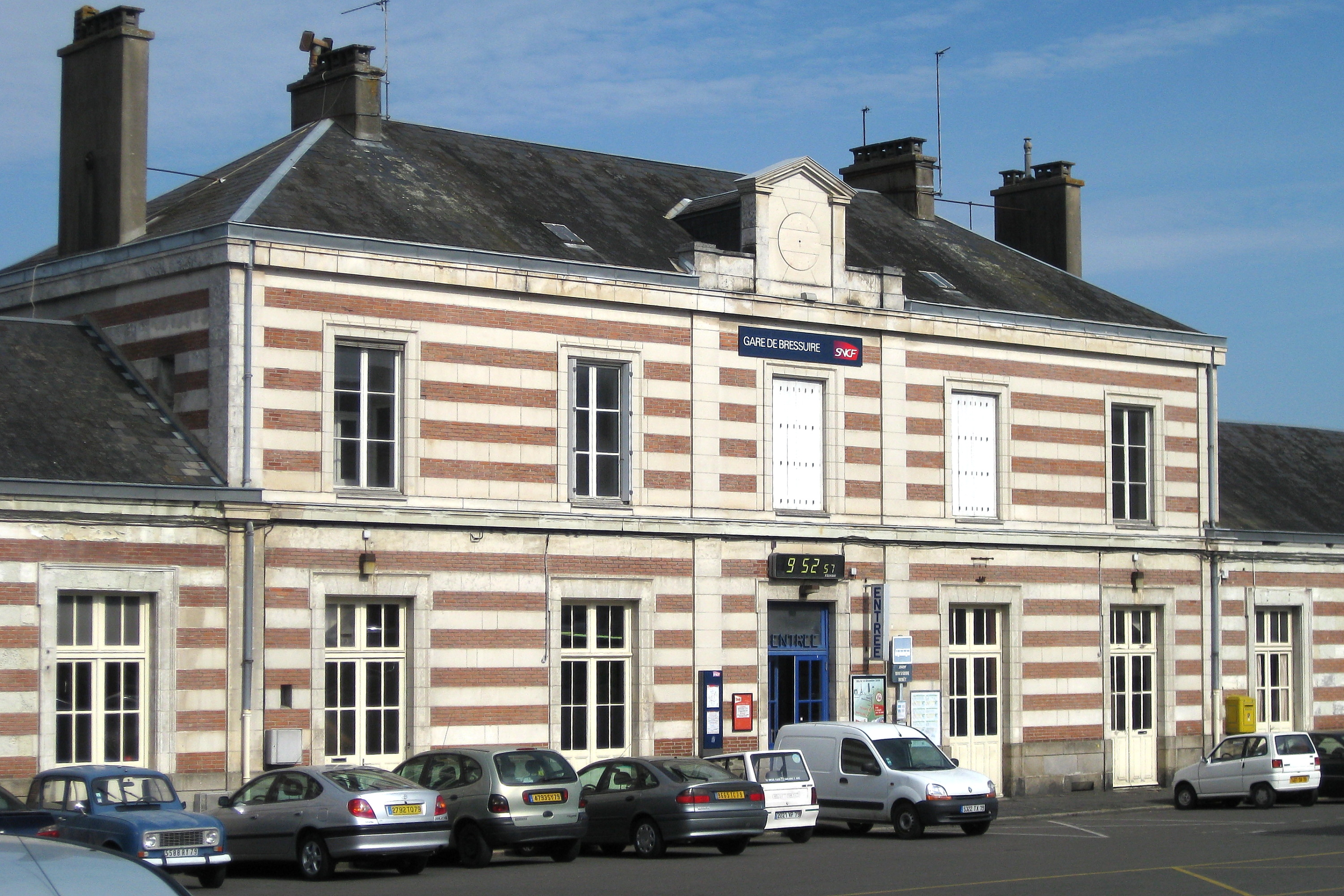
布雷叙尔火车站

### 公路
法国国道N149线、N249线及多条德塞夫勒省省道在布雷叙尔境内交汇，南特—普瓦捷一线的城际巴士途径此地，另有长途巴士线路可前往尼奥尔、帕尔特奈及布雷叙尔周边的部分市镇。
2016年，81.7%的布雷叙尔家庭拥有至少一辆的私人汽车。同年，布雷叙尔境内共发生各类交通事故4起，造成1人遇难，8人受伤。

### 铁路
布雷叙尔位于莱萨布勒多洛讷－图尔铁路上，历史上还有多条铁路在此交汇，现已废弃。布雷叙尔站位于老城区西南部，该站停靠往返于索米尔和永河畔拉罗什一线的区域列车。

### 航空
距离布雷叙尔最近的民用航空站为南特机场，距离布雷叙尔市中心的公路里程约108公里。

### 城市公共交通
布雷叙尔城市公共交通（商业名称为）是当地的公交系统，包含一条线路，往返于火车站和中心医院，每天往返2至5个班次，周日及节假日停运。

## 政治

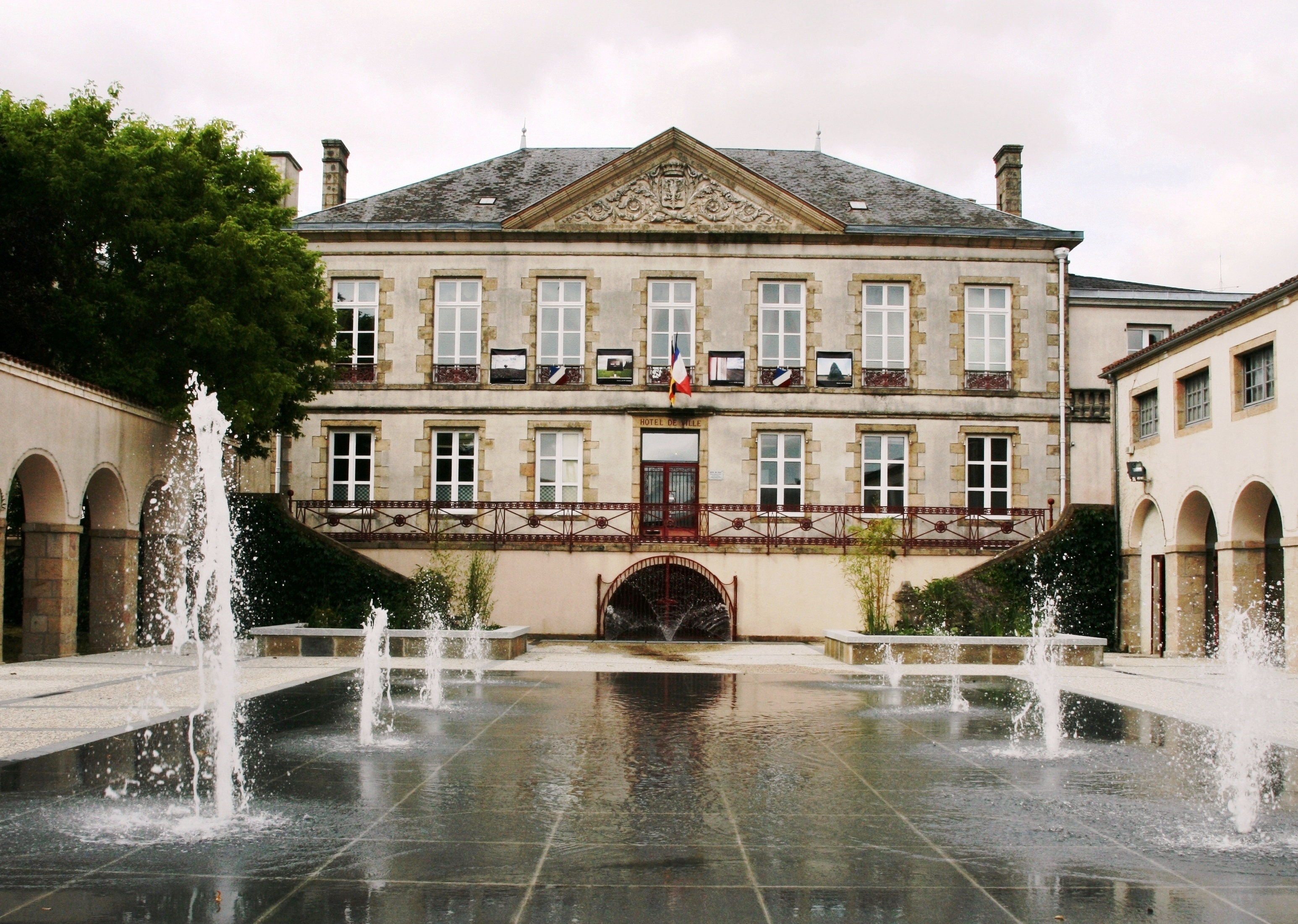
布雷叙尔市政厅

布雷叙尔的现任市长为埃马纽埃尔·梅纳尔女士（Emmanuelle Ménard），她是一名无党籍人士，在2020年的市政选举中获得了76.53%的支持率。
在2017年的法国总统大选中，法国第25任总统埃马纽埃尔·马克龙在布雷叙尔获得了76.11%的支持率。
| 布雷叙尔历届市长 |                   |                           |
| 任期             | 市长              | 党派                      |
| 1944年－1960年   | 迪迪埃·贝尔纳     | 不详                      |
| 1960年－1975年   | 阿兰·梅塔耶       | RAD激进党                 |
| 1975年－2000年   | 克洛德·布泰       | Centriste中间派           |
| 2000年－2020年   | 让-米歇尔·贝尼耶  | 無黨籍 →DVD右翼无党派人士 |
| 2020年－         | 埃马纽埃尔·梅纳尔 | 無黨籍                    |

## 人口
2017年，布雷叙尔市镇人口数量为19,519，在法国排名第481位。其中男性9,561人，女性9,938人，75岁及以上人口占8.2%，外籍人口数量为1,072人，人口密度为108人/平方公里，当地居民被称为（男性）或（女性）。2018年，布雷叙尔境内出生225人，死亡人口132人。
| 年份   | 1975   | 1982   | 1990   | 1999   | 2006   | 2011   | 2016   | 2017   |
| ------ | ------ | ------ | ------ | ------ | ------ | ------ | ------ | ------ |
| 人口數 | 17,115 | 18,423 | 17,827 | 17,799 | 18,225 | 18,764 | 19,499 | 19,519 |

## 经济

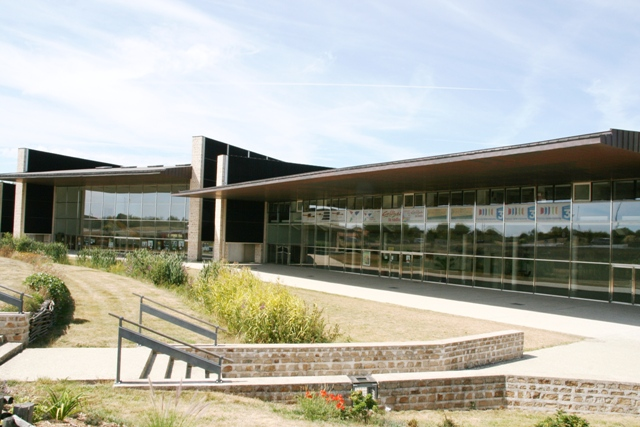
布雷叙尔会展中心

布雷叙尔是一个区域性的中心城市，市区东北部设有开放式工业区，当地共有各类用人单位2,830家，平均历史为18年，行政、医疗及社会服务是当地的主要就业岗位类型。

## 财政收入
2018年，布雷叙尔的财政收入总额为20,280,400欧元，财政支出总额为17,160,100欧元，当年的债务总额为29,210,900欧元。
2014年，布雷叙尔的人均收入总额为4,048欧元，其中高职人员为2,373欧元，普通职员为1,848欧元。
2016年，布雷叙尔境内的青壮年（15至64岁）失业率为12%，当地37.1%的家庭拥有纳税资格。

## 社会事务

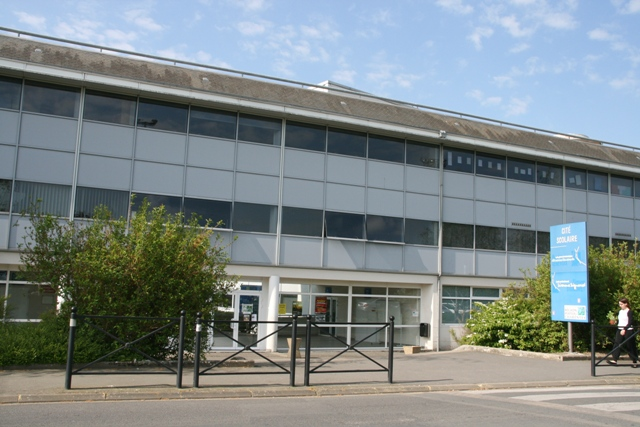
布雷叙尔的一处高级中学

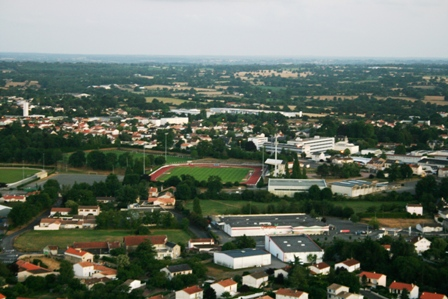
远眺阿兰·梅塔耶尔球场

### 教育
布雷叙尔属于普瓦捷学区。截止2018年1月1日，布雷叙尔境内共有5所幼儿园、16所小学、2所初级中学、2所普通高中、3所农业高中和2所职业高中。2018至2019学年度，布雷叙尔境内共有在校中小学生3,087名。

### 医疗
截止2018年1月1日，布雷叙尔境内共有全科医生17名、保健师16名、牙医10名、护士16名、眼科医生2名、皮肤科医生1名和助产士4名。境内共有药房7家，养老院2家，残疾人帮扶中心3家。
布雷叙尔中心医院，全名为“北德塞夫勒省中心医院”（Centre Hospitalier Nord Deux-Sèvres），总部位于布雷叙尔附近的费拉贝斯境内，是当地规模最大的公立综合性医院。

### 住房
2016年，布雷叙尔境内共有各类住房9,327套，其中92.4%为常住房屋。集中式居民区主要分布在市区南部，规模较小。

### 商业
2017年，布雷叙尔境内共有各类商铺1,110家，其中餐饮服务类449家。市区北部建有大型开放式商业街区。

### 体育
2018年，布雷叙尔境内共有1家游泳池、8间健身房、1座综合体育场、17处网球场、2处马术场、13处足球或橄榄球场、4处篮球或排球场以及1处高尔夫球场。
布雷叙尔足球俱乐部是当地的一支足球队，成立于1965年，2020至2021赛季参加法國全國丙組聯賽（法戊），其主场阿兰·梅塔耶尔球场（Stade Alain Metayer）是当地的重要的体育设施。

### 环境
布雷叙尔的环境事务由其所属的公共社区负责。2017年，布雷叙尔境内暂无污染企业。

### 治安
2014年，布雷叙尔及附近地区共发生各类案件2,166起，其中盗窃类案件1,389起，经济类案件239起，毒品交易类案件94起。

## 文化

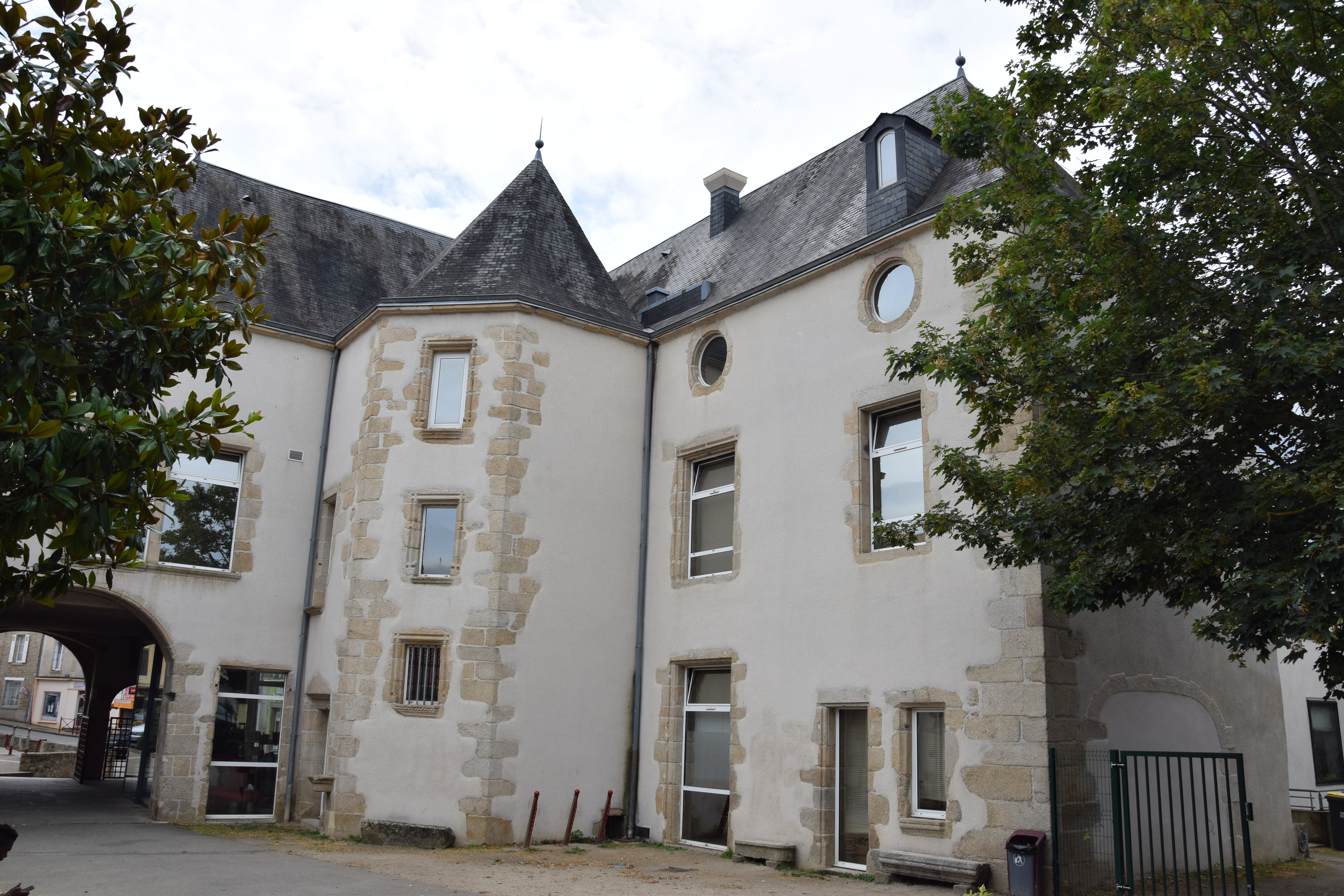
布雷叙尔多媒体中心

2018年，布雷叙尔境内共有1个剧场、1个电影院、1个博物馆和1个音乐厅。布雷叙尔市政府提供多媒体中心，向公众全年开放。

### 建筑
布雷叙尔境内有多处法国国家文物保护单位，其中布雷叙尔城堡遗址、布雷叙尔圣西普里安小教堂等为当地的代表性建筑物。

### 旅游
2020年，布雷叙尔境内共有3个宾馆共计85间房间，另有2个露营地，可容纳共42辆露营车。

### 媒体
法国主要的媒体均可在布雷叙尔接收，法国电视三台下属的新阿基坦大区频道在部分时段播出布雷叙尔所属区域的地方新闻。

## 友好城市
截至2020年7月，布雷叙尔共与九座城市互为友好城市关系：

| - 西班牙 梅基嫩萨 - 苏格兰 弗雷泽堡 - 羅馬尼亞 霍達克鄉 | - 多哥 帕利梅 - 德国 弗里德贝格 - 爱尔兰 萊克斯利普 | - 俄羅斯 梁赞 - 智利 阿里卡 - 波蘭 帕爾切夫 |